# Magyar-Zsidó Szemle
A Magyar-Zsidó Szemle, a magyarországi neológ (haladó vagy kongresszusi) zsidóság legfontosabb tudományos és közéleti folyóirata volt, mely 1884-től 1948-ig jelent meg, változó gyakorisággal.

## Története
Nem az első magyar nyelvű zsidó periodika, azonban tudományos súlyát és élettartamát tekintve hosszú pályafutása alatt nem akadt vetélytársa. A zsidósággal foglalkozó tudomány minden ágát felölelő, zömében a korabeli nemzetközi tudományosság magas szintjén mozgó folyóirat, különösen a magyar zsidó történelem, vallás- és felekezettörténet tárgyában tartalmaz felbecsülhetetlen értékű forrásanyagot. A hazai zsidóság a külföldi példák nyomán már a kiegyezés óta szükségét érezte egy magyar nyelvű zsidó tudományos folyóirat megindításának azzal a céllal, hogy az erősen magyarosodó zsidóságnak magyar nyelven nyújtson tudományos színvonalú írásokat elsősorban a zsidó teológia, a zsidó nyelvészet, néprajz, szociológia és történelem területéről.
A Magyar Zsidó Szemle történetén lemérhető a magyar zsidóság mindenkori helyzete. 1884-től 1895-ig a folyóirat évi 10, illetve (1891-1895) 12 számban jelent meg. 1896-tól 1926-ig pedig évi 4 számban, anélkül azonban, hogy az oldalszám (kivéve az 1919-től 1926-ig terjedő éveket) csökkent volna. 1927-ben 6 szám, 1923-ban 10 szám, 1929-től 1937-ig évi 12 szám jelent meg, sokszor összevont füzetekben. 1938-ban 4 szám 1 füzetben, 1940-ben pedig, és ettől fogva egészen a megszűnésig egy-egy füzetből állott egy évfolyam. A Magyar Zsidó Szemle tudományos eredményeit az egész világ hebraista irodalma nyilvántartja. A lapelőd szellemi hagyományait a változatlan címmel, az Országos Rabbiképző – Zsidó Egyetem gondozásában 2004. óta megjelenő „új folyam” viszi tovább.

## Szerkesztői
A Magyar Zsidó Szemle szerkesztői és munkatársai a hazai zsidó tudomány legjelesebb képviselői közül kerültek ki. 1884-től 1891-ig Bacher Vilmos és Bánóczi József voltak a szerkesztők, 1891-től 1930-ig Blau Lajos kitűnő hebraista volt a folyóirat szellemi irányítója. 1891-től 1896-ig Mezey Ferenccel együtt, 1896-tól 1923-ig egyedül, 1923-tól Hevesi Simon, 1927-től Hevesi Simon és Friedmann Dénes, 1930-ban pedig Hevesi Simon, Friedmann Dénes és Weisz Miksa támogatásával. 1931-ben Hevesi Simon és Weisz Miksa támogatásával Hevesi Ferenc és Löwinger Sámuel látták el a lap szerkesztését. 1932-ben Weisz Miksa kimaradt a szerkesztők közül, 1933-ban pedig Friedman Dénes ismét helyet foglalt a szerkesztőségben. 1934-től 1941-ig Dr. Hevesi Simon támogatásával Guttmann Henrik, Hevesi Ferenc, Löwinger Sámuel és Friedman Dénes irányították a folyóiratot. Az 1942–1945. összevont évfolyamokat Guttmann Henrik és Hevesi Ferenc támogatásával Löwinger Sámuel szerkesztette. Az 1946–1948. évi három utolsó évfolyam szellemi irányítója Hahn István és Scheiber Sándor támogatásával Lőwinger Sámuel volt.